# Saint-Varent
Saint-Varent település Franciaországban, Deux-Sèvres megyében. Lakosainak száma 2396 fő (2022. január 1.). Saint-Varent Airvault, Glénay, Luché-Thouarsais, Luzay, Pierrefitte, Sainte-Gemme, Saint-Généroux és Plaine-et-Vallées községekkel határos.

## Népesség
A település népessége az elmúlt években az alábbi módon változott:
| Lakosok száma | 2483 | 2459 | 2498 | 2445 | 2404 | 2401 | 2397 | 2400 | 2396 |
|               | 2013 | 2015 | 2016 | 2017 | 2018 | 2019 | 2020 | 2021 | 2022 |